# Neuville-Saint-Amand
Neuville-Saint-Amand är en kommun i departementet Aisne i regionen Hauts-de-France i norra Frankrike. Kommunen ligger  i kantonen Saint-Quentin-Sud som ligger i arrondissementet Saint-Quentin. År 2022 hade Neuville-Saint-Amand 857 invånare.

## Befolkningsutveckling
Antalet invånare i kommunen Neuville-Saint-Amand
Referens: INSEE